# Bryan Okoh
Bryan Ikemefuna Okoh (Houston, Texas, Estados Unidos, 16 de mayo de 2003) es un futbolista suizo que juega de defensa en el F. C. Liefering de la 2. Liga.

## Trayectoria
En 2010 comenzó su carrera en el F. C. Espagnol Lausanne, antes de pasar al F. C. Lausanne-Sport en 2016. En 2019 pasó al equipo juvenil del Red Bull Salzburgo y desde ese año jugó en su equipo de reservas, el F. C. Liefering.

### F. C. Liefering
El 9 de agosto de 2019 debutó como profesional con el F. C. Liefering en un partido fuera de casa contra el SV Lafnitz, que terminó con una derrota por 2-0.

## Selección nacional
Ha representado a Suiza desde la categoría sub-15 hasta la sub-21.

## Vida personal
Nació en Houston, Texas, de padres nigerianos, pero creció en Suiza.

## Estadísticas

### Clubes
Actualizado al último partido disputado el 6 de diciembre de 2024.
| Club                         | Div.          | Temporada     | Liga  | Liga  | Copas nacionales | Copas nacionales | Copas internacionales | Copas internacionales | Total | Total |
| Club                         | Div.          | Temporada     | Part. | Goles | Part.            | Goles            | Part.                 | Goles                 | Part. | Goles |
| ---------------------------- | ------------- | ------------- | ----- | ----- | ---------------- | ---------------- | --------------------- | --------------------- | ----- | ----- |
| F. C. Liefering · Austria    | 2.ª           | 2019-20       | 9     | 0     | —                | —                | —                     | —                     | 9     | 0     |
| F. C. Liefering · Austria    | 2.ª           | 2020-21       | 15    | 1     | —                | —                | —                     | —                     | 15    | 1     |
| F. C. Liefering · Austria    | 2.ª           | 2021-22       | 12    | 1     | —                | —                | —                     | —                     | 12    | 1     |
| F. C. Liefering · Austria    | 2.ª           | 2022-23       | 8     | 0     | —                | —                | —                     | —                     | 8     | 0     |
| F. C. Liefering · Austria    | 2.ª           | 2023-24       | 12    | 1     | —                | —                | —                     | —                     | 12    | 1     |
| F. C. Liefering · Austria    | 2.ª           | 2024-25       | 5     | 0     | —                | —                | —                     | —                     | 5     | 0     |
| F. C. Liefering · Austria    | Total club    | Total club    | 61    | 3     | 0                | 0                | 0                     | 0                     | 61    | 3     |
| Red Bull Salzburgo · Austria | 1.ª           | 2021-22       | 0     | 0     | 1                | 1                | 0                     | 0                     | 1     | 1     |
| Red Bull Salzburgo · Austria | 1.ª           | 2022-23       | 1     | 0     | 0                | 0                | 0                     | 0                     | 1     | 0     |
| Red Bull Salzburgo · Austria | 1.ª           | 2024-25       | 0     | 0     | 1                | 0                | 0                     | 0                     | 1     | 0     |
| Red Bull Salzburgo · Austria | Total club    | Total club    | 1     | 0     | 2                | 1                | 0                     | 0                     | 3     | 1     |
| Total carrera                | Total carrera | Total carrera | 62    | 3     | 2                | 1                | 0                     | 0                     | 64    | 4     |

## Palmarés

### Títulos nacionales
| Título          | Club               | País    | Año  |
| --------------- | ------------------ | ------- | ---- |
| Bundesliga      | Red Bull Salzburgo | Austria | 2022 |
| Copa de Austria | Red Bull Salzburgo | Austria | 2022 |
| Bundesliga      | Red Bull Salzburgo | Austria | 2023 |